# 안토니오 데 라 토레 마틴
안토니오 데 라 토레 마르틴(Antonio de la Torre Martín, 1968년 1월 18일 ~ )은 스페인의 배우이다.

## 출연 작품
- 더 엔들리스 트렌치 (2019)
- 티엠포 데스푸에스 (2018)
- 12년의 밤 (2018)
- 더 게이트 (2018)
- 전장의 오로라 (2017)
- 아브라카다브라 (2017)
- 어떤 작가 (2017)
- 더 퓨리 오브 어 페이션트 맨 (2016)
- 살인자의 스토커 (2016)
- 아블라 (2015)
- 해피 140 (2015)
- 살인의 늪 (2014)
- 패밀리 유나이티드 (2013)
- 피플 인 플레이스 (2013)
- 아임 소 익사이티드 (2013)
- 카니발 (2013)
- 유닛 7 (2012)
- 인베이더 (2012)
- 별난친구들 (2011)
- 박스 오브 버튼 (2010)
- 디스폰고 데 바르코스 (2010)
- 하프 오브 오스카 (2010)
- 로페 (2010)
- 네온 플레쉬 (2010)
- 광대를 위한 슬픈 발라드 (2010)
- 아일랜드 인사이드 (2009)
- 팻 피플 (2009)
- 너의 한마디 (2008)
- 겁쟁이들 (2008)
- 리턴 투 한사라 (2008)
- 체 게바라: 2부 게릴라 (2008)
- 마타하리스 (2007)
- 다크 블루 (2006)
- 잠 못 들게 하는 영화 1 - 아기의 방 (2006)
- 귀향 (2006)
- 7번째 날 (2004)
- 풋볼 데이 (2003)
- 커먼 웰스 (2000)
- 우정 아닌 사랑 (1996)